# Ira Mazzoni
Ira Diana Mazzoni (* 1960 in Wiesbaden) ist eine deutsche Kunsthistorikerin, Fachjournalistin und Architekturkritikerin.

## Werdegang
Mazzoni studierte Kunstgeschichte, Germanistik und Theaterwissenschaften an den Universitäten Mainz und München mit Abschluss Magister artium. Heute arbeitet sie als freie Journalistin, schreibt unter anderem Beiträge für das Feuilleton der Süddeutschen Zeitung, der Zeit und der taz, für das Kunstmagazin art sowie verschiedene Kunstgeschichts-, Architektur- und Bau-Fachzeitschriften, z. B. die Deutsche Bauzeitung. Außerdem ist sie als freie Autorin tätig und hat bereits mehrere Bücher veröffentlicht. Ein Themenschwerpunkt von Mazzoni ist die Baukultur und der Denkmalschutz. Die Fotografien zu ihren Veröffentlichungen steuerte meist Leandro Mazzoni (†) bei. Mazzoni war Mitglied der Wissenschaftlichen Kommission der Deutschen Stiftung Denkmalschutz.

## Ehrungen und Preise
- 2004: Journalistenpreis des Deutschen Denkmalschutz-Preises vom Deutschen Nationalkomitee für Denkmalschutz[2]
- 2011: DAI-Literaturpreis.[3]

## Buchveröffentlichungen (Auswahl)
- Nicolette Baumeister (Hg.): Baukulturführer 143 – Künstlerhaus, Marktoberdorf. Verlag Büro Wilhelm, Amberg 2023. ISBN  978-3-948137-84-7
- Nicolette Baumeister (Hg.): Baukulturführer 142 – Stadlmann-Anwesen, Freystadt. Verlag Büro Wilhelm, Amberg 2023. ISBN 978-3-948137-83-0
- Nicolette Baumeister (Hg.): Baukulturführer 140 – Der neue Derzbachhof, München Forstenried. Verlag Büro Wilhelm, Amberg 2023. ISBN  978-3-948137-74-8
- Nicolette Baumeister (Hg.): Baukulturführer 138 – Kulturzentrum der Stadt Velburg. Verlag Büro Wilhelm, Amberg 2022. ISBN  978-3-948137-69-4
- Nicolette Baumeister (Hg.): Baukulturführer 133 – Galerie Zink, Waldkirchen. Verlag Büro Wilhelm, Amberg 2021. ISBN 978-3-948137-43-4
- Nicolette Baumeister (Hg.): Baukulturführer 131 – Kulturhalle Christoph Willibald Gluck, Berching. Verlag Büro Wilhelm, Amberg 2021. ISBN 978-3-948137-33-5
- Nicolette Baumeister (Hg.): Baukulturführer 129 – Hotel Post, Berching. Verlag Büro Wilhelm, Amberg 2020. ISBN 978-3-948137-24-3
- Nicolette Baumeister (Hg.): Baukulturführer 126 – Neue Ortsmitte Martinsried, Planegg. Verlag Büro Wilhelm, Amberg 2020. ISBN  978-3-948137-15-1
- Nicolette Baumeister (Hg.): Baukulturführer 125 – Walter Gropius Glaswerk, Amberg. Verlag Büro Wilhelm, Amberg 2019. ISBN 978-3-948137-07-6
- Nicolette Baumeister (Hg.): Baukulturführer 118 – Rosenthal am Rothbühl, Selb. Verlag Büro Wilhelm, Amberg 2019. ISBN 978-3-943242-97-3
- Nicolette Baumeister (Hg.): Baukulturführer 103 – Kulturhaus Klostergasse 5, Dietfurt. Verlag Büro Wilhelm, Amberg 2016. ISBN  978-3-943242-64-5
- Nicolette Baumeister (Hg.): Baukulturführer 73 – Lenbachhaus, München. Verlag Büro Wilhelm, Amberg 2013. ISBN  978-3-943242-28-7
- Nicolette Baumeister (Hg.): Baukulturführer 49 – Studentenbungalows im Olympischen Dorf, München. Verlag Büro Wilhelm, Amberg 2010. ISBN 978-3-936721-38-6
- Hochschulbibliothek & Mensa der Hochschule Regensburg. (Die neuen Architekturführer, Nr. 129), Stadtwandel-Verlag, Berlin 2008, ISBN 978-3-86711-054-9.
- 50 Klassiker – Maler. Von Giotto bis Picasso. Gerstenberg Verlag, Hildesheim 2008, ISBN 978-3-8369-2568-6.
- 50 Klassiker – Gärten und Parks. Gartenkunst von der Antike bis heute. Gerstenberg Verlag, Hildesheim 2005, ISBN 978-3-8369-2543-3.
- Industrie- und Technikmuseen im Wandel. Standortbestimmungen und Perspektiven. (Hrsg., zusammen mit Hartmut John), Transcript Verlag, 2005, ISBN 3-89942-268-6.
- 50 Klassiker – Künstlerinnen. Malerinnen, Bildhauerinnen und Photographinnen. (zusammen mit Christina Haberlik), Gerstenberg Verlag, Hildesheim 2002, ISBN 978-3-8369-2532-7.
- Gegenwärtige Vergangenheit. Fünf Erkundungen deutscher Baudenkmale. (Hrsg.: Wüstenrot-Stiftung, Ludwigsburg), Deutsche Verlags-Anstalt, Stuttgart 2000, ISBN 3-421-03220-3.
- Prachtausgaben. Literaturdenkmale in Quart und Folio. Hrsg.: Ulrich Ott (Marbacher Magazin; 58), Marbach: Deutsche Schillergesellschaft 1991.